# Димово (Смолянська область)
Ди́мово (болг. Димово) — село в Смолянській області Болгарії. Входить до складу общини Смолян.

## Населення
За даними перепису населення 2011 року у селі проживали 3 особи.
Розподіл населення за віком у 2011 році:
Динаміка населення: